# 宾夕法尼亚州立大学迪金森法学院

賓州州立大學大学迪金森法学院（Penn State Dickinson Law）是一所位于美国宾夕法尼亚州卡萊爾的法学院，附属于賓州州立大學，是该校两所法学院之一。
该法學院创建于1834年，最早为迪金森学院的法学院，而後在1917年结束附属关系，並於2000年正式併入宾州州立大学。位於大學公園校區的賓州州立大學法學院於2014年起獨立運作，成為附屬於賓州州立大學的第二所法學院。
賓州州立大學大学迪金森法学院在美国新闻与世界报道2023年法学院排名中取得第58名排名。